# Фомин, Георгий Семёнович
Георгий Семёнович Фомин (1905—1990) — советский партийный и государственный деятель.

## Биография
Родился 12 марта 1905 года во 2-м Нахарском наслеге Мегино-Кангаласского района в крестьянской семье.
В 1905 году, в семилетнем возрасте, остался сиротой. В 1927—1928 годах работал разносчиком газет Якутской государственной типографии; в 1928—1929 годах был старшим милиционером 7-го участка окружной милиции Восточно-Кангаласского улуса; в 1929—1930 годах — председателем колхозной кассы взаимопомощи Мегино-Кангаласского района.
Член ВКП(б)/КПСС с 1930 года, окончил партийную школу в Москве. В 1931—1933 годах — инструктор ЦИК Якутской АССР, в 1933—1938 годах — заведующий сектором кадров ЦИК ЯАССР, в 1938—1947 годах — нарком, он же министр социального обеспечения Якутской АССР.
Затем работал постоянным представителем Совета Министров Якутской АССР при Совете Министров РСФСР с 23 августа 1947 года по 20 декабря 1962 года, а также с 22 февраля 1964 года по 27 декабря 1968 года.
С 20 января 1969 года Георгий Семёнович Фомин — персональный пенсионер союзного значения, проживал в Москве.
Умер 30 июля 1990 года в Москве. Похоронен на Ваганьковском кладбище.